# Cytaeis tetrastyla
Cytaeis tetrastyla är en nässeldjursart som beskrevs av Johann Friedrich von Eschscholtz 1829. Cytaeis tetrastyla ingår i släktet Cytaeis och familjen Cytaeididae. Inga underarter finns listade i Catalogue of Life.